# Edwin Cubero
Edwin Cubero Rivera, más conocido como Edwin Cubero por su participación en el campeonato mexicano en el torneo 1950-1951 (San Antonio, Costa Rica, 11 de febrero de 1924 - Guadalajara, México, 8 de marzo de 2000), fue un jugador profesional de fútbol costarricense que jugó en clubes de Costa Rica y México, disfrutando de su mayor éxito con Club Atlas de Guadalajara en la Primera División de México

## Trayectoria
Nacido en San Antonio de Belén, como futbolista se desempeñó en el Club Sport Herediano, Club Sport Libertad, Puebla de México y en el Club Atlas de Guadalajara donde Cubero es el líder de todos los tiempos y fue una parte importante del club durante la temporada 1950-51, su única temporada ganador del campeonato. 
A Guadalajara, capital del estado de Jalisco, llegó en 1948 luego de que fue observado por Onorato Etiene, hermano de uno de los directivos del Atlas, mientras viajaba a Suramérica para atender su negocio de telas. En Costa Rica vio un partido y ahí lo descubrió. Era apenas el tercer juego que hacía Edwin en la Primera División de Costa Rica con el Club Sport Libertad. Habló con él y le ofreció viajar a México, donde se quedó para siempre. Ya en el Atlas, el técnico Eduardo Valdatti le sugirió ser extremo izquierdo. 

"Para mí, ser centro delantero lo era todo. No me gustó su decisión, pero en el siguiente partido me di cuenta de que era más sencillo anotar así, de frente, elaborando tu propia jugada. Anoté tres y me quedé para siempre con el puesto"..
Edwin Cubero

 Cubero está situado como una de las máximas glorias del popular cuadro de Guadalajara, que era conocido como "La Academia". Sus seguidores lo recuerdan también como el máximo anotador en la historia del Atlas, con 81 anotaciones
El 22 de abril de 1951 saldría de titular en el partido más importante en toda la historia del club rojinegro, cuando el Atlas, por primera vez, fue campeón de la liga mexicana, gracias a la clase del legendario futbolista costarricense. De ganar, el Atlas de Cubero Rivera se coronaría monarca de la liga 1950-51; pero de empatar o perder, forzaría al Atlas a esperar el siguiente encuentro contra el Atlante. Pero, el tico fue el culpable de cambiar el rumbo de la historia. El Estadio Parque Oro, antiguo estadio tapatío, estaba abarrotado hasta su máxima capacidad. La cifra de 15.305 espectadores dejó una recaudación histórica de 44.500 pesos para ese entonces. Hubo angustia en la tribuna y un empate sin goles en el primer tiempo. Pero a los diez minutos del complemento, en un entrevero dentro del área de las Chivas, el árbitro Salceda decreta el penal, a favor del Atlas, por una mano en el brazo derecho de Rafles Orozco, El viejo técnico argentino del Atlas, Eduardo Valdatti, dudaba y se notaba desesperado. No sabía qué hacer. El grandioso no era el tirador oficial, pero, muy decidido, se ofreció a cobrarlo. Se acercó al manchón blanco y con personalidad Cubero logró su gol 11 de la campaña, al ejecutar al ángulo izquierdo y el arquero Jaime Gómez, quien se tiró al lado contrario. Fue el gol definitivo del 1 a 0, que significó el título para el Atlas, con 30 puntos alcanzados. 

"No hubo euforia, ni salí corriendo como loco porque esas payasadas no se usaban antes... Apenas un apretón de manos entre compañeros, y a caminar solemnes hacia el manchón central"..
 declaro a Iván Sánchez, corresponsal en Guadalajara del diario Universal del Distrito Federal

Entre sus muchas hazañas, en México se rememora aquella cuando en un torneo cuadrangular en Estados Unidos, le anotó tres goles al Boca Juniors de Argentina (Atlas ganó 3-2); y en otros amistosos convirtió cuatro tantos al Manchester United de Inglaterra (Atlas empató 6-6) y dos al River Plate argentino (Atlas empató 3-3). 
En 1956, el Club Atlas de Guadalajara decidió prescindir de sus extranjeros y, de esta forma, fue transferido por un corto período al Puebla. Este hecho lo molestó tremendamente, ya que un año antes se le había negado una venta al Manchester United de Inglaterra, y luego decidió abandonar el fútbol para siempre.
El miércoles 8 de marzo, el día de su muerte, se le guardó en la noche un respetuoso minuto de silencio en el estadio Jalisco, durante el duelo entre Atlas y Universidad de Chile. El mismo se repitió el sábado siguiente, cuando el Atlas recibió por el campeonato al Necaxa.

## Vida posterior y fallecimiento
Después de retirarse como jugador, Cubero fundó la empresa de mudanzas, Mudanzas Cubero, en la actualidad es una de las empresas de mudanzas más reconocidas en México, ahora refundada bajo el nombre CUBERO DE MÉXICO S.A DE C.V. Ofreciendo el mismo esfuerzo y calidad. En 8 de marzo de 2000, Cubero falleció de insuficiencia renal en Guadalajara, México.

## Clubes
| Club                 | País       | Año       |
| -------------------- | ---------- | --------- |
| C.S Herediano        | Costa Rica | 1943-1947 |
| C.S La Libertad      | Costa Rica | 1948      |
| Atlas de Guadalajara | México     | 1948-1954 |
| Puebla F.C           | México     | 1954-1955 |

## Palmarés
| Título                     | Club                 | País   | Año  |
| -------------------------- | -------------------- | ------ | ---- |
| Primera División de México | Atlas de Guadalajara | México | 1951 |